# Alfianello
Alfianello é uma comuna italiana da região da Lombardia, província de Bréscia, com cerca de 2.347 habitantes. Estende-se por uma área de 13 km², tendo uma densidade populacional de 181 hab/km². Faz fronteira com Corte de' Frati (CR), Milzano, Pontevico, San Gervasio Bresciano, Scandolara Ripa d'Oglio (CR), Seniga.

## Demografia
| Variação demográfica do município entre 1861 e 2011                               |
|                                                                                   |
| Fonte: Istituto Nazionale di Statistica (ISTAT) - Elaboração gráfica da Wikipedia |